# Fritz Burkhardt
Fritz Burkhardt (Arnstein, 22 de março de 1920 — Munique, 26 de dezembro de 2002) foi um oficial alemão que serviu durante a Segunda Guerra Mundial. Foi condecorado com a Cruz de Cavaleiro da Cruz de Ferro.

## Carreira

### Patentes
Oberleutnant - equivalente a patente de primeiro tenente no exército brasileiro

### Condecorações
| Cruz de Ferro 2ª Classe                                |
| Cruz de Ferro 1ª Classe                                |
| Cruz de Cavaleiro da Cruz de Ferro 17 de abril de 1945 |